# Luziola
Luziola és un gènere de plantes de la família de les poàcies, ordre de les poals, subclasse de les commelínides, classe de les liliòpsides, divisió dels magnoliofitins.

## Taxonomia
- Luziola alabamensis Chapm.
- Luziola caespitosa Swallen
- Luziola divergens Swallen
- Luziola gracillima Prodoehl
- Luziola pusilla S. Moore